# Fald i insektpopulationer
Nedgangen i insektpopulationerne (også faldet i insektpopulationer eller insektdøden) er baseret på, at flere undersøgelser rapporterer, hvad der ser ud til at være et betydeligt fald i insektpopulationer i begyndelsen af det 21. århundrede.
Nogle af de insekter, der er mest ramt er bier, sommerfugle, natsommerfugle, biller, guldsmede og vandnymfer. Hurtige fald er nogle steder dokumenteret godt. Lokale fald i insektpopulationer som vilde bier og sommerfugle er ofte rapporteret, og insektforekomsten er faldet meget hurtigt nogle steder.
Af alle dyr er det insekterne, der er mest truet. Over 40 % af Jordens insekt-arter er nu truet med udryddelse på grund af ændringer i livsbetingelser. Skønt nogle insekter som fluer og kakkerlakker ser ud til at øges, anslås den samlede biomasse af alle insekter at falde med 2,5% om året.

## Konsekvenser
Nedgang i insektbestande påvirker økosystemer, andre dyrepopulationer og menneskeheden. Insekter er den strukturelle og funktionelle base i mange af verdens økosystemer. En global gennemgang fra 2019 advarede om, at faldet, hvis ikke afbødes ved en afgørende handling, ville have en katastrofalt indflydelse på klodens økosystemer. Fugle og større pattedyr, der spiser insekter, kan blive direkte påvirket af tilbagegangen. Et brat fald i antallet af fugle i Europa og USA er kædet sammen med decimeringen af insektbestande som følge af brugen af pesticider, specielt insekticider.
Faldende insektpopulationer reducerer nyttige ydelser, der leveres af insekterne, såsom bestøvning af landbrugsafgrøder og nedbrydning af biologisk affald. IPBES har beregnet værdien af afgrøder der bestøves af insekter til at være mindst US$235-577 mia pr år.

## Årsager
Årsagerne til nedgangen i insektpopulationerne kan sammenfattes som ødelæggelse af levesteder, først og fremmest som følge af intensivt landbrug omfattende udbredt brug af pesticider. Andre grunde hertil er udbredt urbanisering, klimaændring, forurening og invasive arter.
Brugen af øgede mængder insekticider og herbicider på afgrøder har ikke kun påvirket insektarter, der er mål, men også de planter, de lever på. Klimaændringer og introduktion af eksotiske arter, der konkurrerer med de oprindelige, sætter de indfødte arter under stress, og som et resultat er de mere tilbøjelige til at bukke under for patogener og parasitter. Ikke alle insekter påvirkes på samme måde. Mens nogle arter såsom fluer og kakerlakker kan stige som følge, det samlede biomasse af insekter skønnes at være faldende med omkring 2,5% om året.

## Insektdøden i Danmark
- Bier [16]
- Sommerfugle [17]